# Cham (thị xã)
Cham (phát âm tiếng Đức: [ˈkaːm]) là thị xã thủ phủ của huyện Cham, tỉnh Thượng Pfalz, bang Bayern, Đức. Thị xã có diện tích 80,67 km², dân số thời điểm ngày 31 tháng 12 năm 2006 là 17.245 người.
Cham nằm trong khu vực đất thấp Cham-Further, phía nam giáp rừng Bayern và phía bắc giáp Oberpfälzer Wald. Thị xã nằm bên sông Regen, sông này đổ vào sông Danube tại Regensburg.

## Đô thị kết nghĩa
- Cham, Thuỵ Sĩ
- Klatovy, Séc
- Gainsborough, Đảo Anh